# Provincia di Tete
La provincia di Tete è una provincia del Mozambico centrale. Prende il nome dal suo capoluogo Tete, situato sulla riva meridionale del fiume Zambesi.

## Geografia fisica

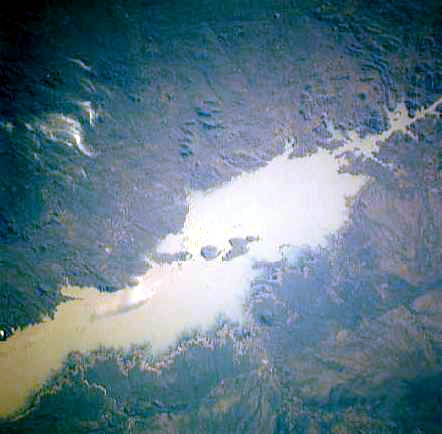
Veduta parziale del lago di Cabora Bassa dallo spazio.

La provincia confina con lo Zambia a nord-ovest, col Malawi a est, con la provincia di Zambezia a sud-est, con la provincia di Sofala a sud e con lo Zimbabwe a ovest. Il confine con la provincia di Zambezia è segnato dal fiume Chire; quello con la provincia di Sofala è costituito dallo Zambesi e dal suo afflutente Luenha.
Nell'area centro-meridionale, il territorio è costituito in larga parte dalla valle del fiume Zambesi; verso nord-est si trovano invece alcuni rilievi. Il principale fiume della provincia è lo Zambesi, che al suo ingresso nella provincia riceve l'affluente Luangwa e procede verso ovest fino a formare un vastissimo lago artificiale presso la diga di Cabora Bassa (o Cahora Bassa). Nello stesso lago defluiscono da sud i fiumi Panhame, Musengezi e Mkunvura. A valle della diga lo Zambesi prosegue verso oriente, riceve da nord le acque del Capoche e del suo affluente Lùia, e poi piega verso sud-est. Prima di lasciare la provincia riceve ancora da nord il Revùboè e il Luenha da sud. Lascia infine il territorio dalla provincia nel punto in cui riceve il fiume Chire.

## Geografia antropica

### Suddivisioni amministrative
La provincia è divisa nei seguenti distretti:
- Angónia
- Cahora-Bassa
- Changara
- Chifunde
- Chiuta
- Macanga
- Magoé
- Marávia
- Moatize
- Mutarara
- Tsangano
- Zumbo